# World Open
Die World Open sind ein professionelles Snookerturnier, das seit 2010 als Ranglistenturnier zur World Snooker Tour zählt. Als Vorläuferturniere gelten das Professional Players Tournament (1982/83) bzw. der Grand Prix (von 1984 bis 2009, zwischenzeitlich LG Cup genannt). Auch sie waren Ranglistenturniere der Profitour.

## Geschichte
Das Turnier wurde 1982 als Professional Players Tournament von der WPBSA erstmals ausgetragen. Bei der Erstausgabe gewann Ray Reardon gegen Jimmy White mit 10:5 und erhielt dafür ein Preisgeld von 5.000 £.
1984 wurde Rothmans Sponsor des Turniers, das in Rothmans Grand Prix umbenannt wurde und in Reading stattfand. 1993 wurde Škoda für drei Jahre Hauptsponsor, bevor das Turnier zwischen 1996 und 2000 ohne Sponsor auskommen musste. 2001 übernahm LG Electronics das Sponsoring für die Dauer von drei Jahren, in denen der Grand Prix den Namen LG Cup trug. 2004 hieß er nach dem neuen Sponsor totesport Grand Prix.
Bis 2005 wurde jedes Jahr zum Saisonauftakt in der Guild Hall in Preston gespielt. Ab der Saison 2006/07 wurde das Turnier von Royal London Watches gesponsert und fand 2006 und 2007 im schottischen Aberdeen  als zweites Ranglistenturnier der Saison nach der Northern Ireland Trophy beziehungsweise dem Shanghai Masters statt. 2008 wurde das Turnier nach Glasgow verlegt, im Tourkalender war es in dieser Saison das dritte Event.
Ein Novum war 2006 die erstmals bei einem Ranglistenturnier (auch 2007) ausgetragene Gruppenphase. In der Saison 2007/08 wurden die beim Grand Prix vergebenen Weltranglistenpunkte auf das 1,25-fache eines normalen Turniers angehoben. Dadurch war der Grand Prix nach der UK Championship und der Snookerweltmeisterschaft zum drittwichtigsten Snookerturnier aufgewertet. In der Saison 2008/09 wurde die umstrittene Gruppenphase wieder abgeschafft. Um dem Grand Prix dennoch einen eigenen Charakter zu geben, wurden die Paarungen nun nach jeder Runde neu ausgelost.
2010 wurde anstelle des Grand Prix in Glasgow ein neues Turnier unter dem Namen World Open ausgetragen. Es handelte sich um ein Pro-Am-Turnier, bei dem neben den Profis auch Amateure teilnahmen. Diese konnten sich großenteils über Club-Turniere qualifizieren, ein Teil bekam Wildcards. Das Teilnehmerfeld erhöhte sich damit auf 128 Spieler, zudem wurde die Matchdistanz drastisch verkürzt (Best of 9 im Finale). Damit lehnte es sich an die neu eingeführte Players Tour Championship an, es blieb aber ein vollwertiges Ranglistenturnier.
Es war jedoch nur ein Übergangsformat. Im Jahr darauf fand kein Turnier statt, aber 2012 wurde die Bezeichnung World Open im Zuge der Ausbreitung der Tour nach China erneut vergeben. Der Name ging an ein Turnier Haikou, das wieder im klassischen Format als Profiturnier mit 128 Teilnehmern ausgetragen wurde und zu den höherrangigen Turnieren zählte. Ursprünglich sollte es mindestens 5 Jahre im Tourkalender bleiben, nach 3 Jahren sprang aber der chinesische Veranstalter ab.
Im Juli 2016 gab die WPBSA bekannt, dass mit dem Kreis Yushan im Osten Chinas ein neuer Austragungsort der World Open gefunden worden war. In den nächsten vier Jahren fand das Turnier dort in einer renommierten Bildungseinrichtung in der Stadt Binxi statt und kam 2020 erneut zu einem ungeplanten Ende. Die restriktive Einreisepolitik der chinesischen Regierung während der weltweiten COVID-19-Pandemie verhinderte in den Jahren ab dem Ausbruch generell Turniere in China. Erst 2023 wurden die Beschränkungen wieder aufgehoben. Ursprünglich kehrte China nur mit 3 Turnieren in den Turnierkalender zurück, während der Saison konnte aber erneut mit den chinesischen Verantwortlichen in Yushan eine Vereinbarung getroffen und das World Open wiederbelebt werden.
In den 7 Jahren in China wechselten die Namenssponsoren jährlich, 2017 fand sich kein Geldgeber. In diesem Jahr gab es mit Ding Junhui den einzigen einheimischen Sieger. 2018 gewann Mark Williams das Turnier zum vierten Mal. Er ist der Einzige, der es unter drei verschiedenen Bezeichnungen (Grand Prix, LG Cup, World Open) gewonnen hat. Stephen Hendry und John Higgins waren ebenfalls je viermal erfolgreich, aber zwischen 1987 und 2008, als das Turnier Grand Prix hieß.

## Sieger
| Jahr                                                       | Austragungsort                                             | Sieger                                                     | Ergebnis                                                   | Finalist                                                   | Hauptsponsor                                               | Saison                                                     |
| Professional Players Tournament – Ranglistenturnier-Status | Professional Players Tournament – Ranglistenturnier-Status | Professional Players Tournament – Ranglistenturnier-Status | Professional Players Tournament – Ranglistenturnier-Status | Professional Players Tournament – Ranglistenturnier-Status | Professional Players Tournament – Ranglistenturnier-Status | Professional Players Tournament – Ranglistenturnier-Status |
| ---------------------------------------------------------- | ---------------------------------------------------------- | ---------------------------------------------------------- | ---------------------------------------------------------- | ---------------------------------------------------------- | ---------------------------------------------------------- | ---------------------------------------------------------- |
| 1982                                                       | Birmingham – Astra International Snooker Club              | Ray Reardon                                                | 10:5                                                       | Jimmy White                                                | –                                                          | 1982/83                                                    |
| 1983                                                       | Bristol – Redwood Lodge Hotel                              | Tony Knowles                                               | 9:8                                                        | Joe Johnson                                                | –                                                          | 1983/84                                                    |
| Grand Prix – Ranglistenturnier-Status                      |                                                            |                                                            |                                                            |                                                            |                                                            |                                                            |
| 1984                                                       | Reading Hexagon Theatre                                    | Dennis Taylor                                              | 10:2                                                       | Cliff Thorburn                                             | Rothmans                                                   | 1984/85                                                    |
| 1985                                                       | Reading Hexagon Theatre                                    | Steve Davis                                                | 10:9                                                       | Dennis Taylor                                              | Rothmans                                                   | 1985/86                                                    |
| 1986                                                       | Reading Hexagon Theatre                                    | Jimmy White                                                | 10:6                                                       | Rex Williams                                               | Rothmans                                                   | 1986/87                                                    |
| 1987                                                       | Reading Hexagon Theatre                                    | Stephen Hendry                                             | 10:7                                                       | Dennis Taylor                                              | Rothmans                                                   | 1987/88                                                    |
| 1988                                                       | Reading Hexagon Theatre                                    | Steve Davis                                                | 10:6                                                       | Alex Higgins                                               | Rothmans                                                   | 1988/89                                                    |
| 1989                                                       | Reading Hexagon Theatre                                    | Steve Davis                                                | 10:0                                                       | Dean Reynolds                                              | Rothmans                                                   | 1989/90                                                    |
| 1990                                                       | Reading Hexagon Theatre                                    | Stephen Hendry                                             | 10:5                                                       | Nigel Bond                                                 | Rothmans                                                   | 1990/91                                                    |
| 1991                                                       | Reading Hexagon Theatre                                    | Stephen Hendry                                             | 10:6                                                       | Steve Davis                                                | Rothmans                                                   | 1991/92                                                    |
| 1992                                                       | Reading Hexagon Theatre                                    | Jimmy White                                                | 10:9                                                       | Ken Doherty                                                | Rothmans                                                   | 1992/93                                                    |
| 1993                                                       | Reading Hexagon Theatre                                    | Peter Ebdon                                                | 9:6                                                        | Ken Doherty                                                | Škoda                                                      | 1993/94                                                    |
| 1994                                                       | Derby – Assembly Rooms                                     | John Higgins                                               | 9:6                                                        | Dave Harold                                                | Škoda                                                      | 1994/95                                                    |
| 1995                                                       | Sunderland – Crowtree Centre                               | Stephen Hendry                                             | 9:5                                                        | John Higgins                                               | Škoda                                                      | 1995/96                                                    |
| 1996                                                       | Bournemouth Bournemouth International Centre               | Mark Williams                                              | 9:5                                                        | Euan Henderson                                             | –                                                          | 1996/97                                                    |
| 1997                                                       | Bournemouth Bournemouth International Centre               | Dominic Dale                                               | 9:6                                                        | John Higgins                                               | –                                                          | 1997/98                                                    |
| 1998                                                       | Preston Guild Hall                                         | Stephen Lee                                                | 9:2                                                        | Marco Fu                                                   | –                                                          | 1998/99                                                    |
| 1999                                                       | Preston Guild Hall                                         | John Higgins                                               | 9:8                                                        | Mark Williams                                              | –                                                          | 1999/00                                                    |
| 2000                                                       | Telford – Telford International Centre                     | Mark Williams                                              | 9:5                                                        | Ronnie O’Sullivan                                          | –                                                          | 2000/01                                                    |
| LG Cup – Ranglistenturnier-Status                          |                                                            |                                                            |                                                            |                                                            |                                                            |                                                            |
| 2001                                                       | Preston Guild Hall                                         | Stephen Lee                                                | 9:4                                                        | Peter Ebdon                                                | LG                                                         | 2001/02                                                    |
| 2002                                                       | Preston Guild Hall                                         | Chris Small                                                | 9:5                                                        | Alan McManus                                               | LG                                                         | 2002/03                                                    |
| 2003                                                       | Preston Guild Hall                                         | Mark Williams                                              | 9:5                                                        | John Higgins                                               | LG                                                         | 2003/04                                                    |
| Grand Prix – Ranglistenturnier-Status                      |                                                            |                                                            |                                                            |                                                            |                                                            |                                                            |
| 2004                                                       | Preston Guild Hall                                         | Ronnie O’Sullivan                                          | 9:5                                                        | Ian McCulloch                                              | totesport                                                  | 2004/05                                                    |
| 2005                                                       | Preston Guild Hall                                         | John Higgins                                               | 9:2                                                        | Ronnie O’Sullivan                                          | –                                                          | 2005/06                                                    |
| 2006                                                       | Aberdeen Aberdeen Exhibition and Conference Centre         | Neil Robertson                                             | 9:5                                                        | Jamie Cope                                                 | Royal London Watches                                       | 2006/07                                                    |
| 2007                                                       | Aberdeen Aberdeen Exhibition and Conference Centre         | Marco Fu                                                   | 9:6                                                        | Ronnie O’Sullivan                                          | Royal London Watches                                       | 2007/08                                                    |
| 2008                                                       | Glasgow – Scottish Exhibition and Conference Centre        | John Higgins                                               | 9:7                                                        | Ryan Day                                                   | Royal London Watches                                       | 2008/09                                                    |
| 2009                                                       | Glasgow – Kelvin Hall                                      | Neil Robertson                                             | 9:4                                                        | Ding Junhui                                                | –                                                          | 2009/10                                                    |
| World Open – Ranglistenturnier-Status                      |                                                            |                                                            |                                                            |                                                            |                                                            |                                                            |
| 2010                                                       | Glasgow – Scottish Exhibition and Conference Centre        | Neil Robertson                                             | 5:1                                                        | Ronnie O’Sullivan                                          | 12bet.com                                                  | 2010/11                                                    |
| –                                                          |                                                            |                                                            |                                                            |                                                            |                                                            |                                                            |
| 2012                                                       | Haikou – Haikou Stadium                                    | Mark Allen                                                 | 10:1                                                       | Stephen Lee                                                | Star Xing Pai                                              | 2011/12                                                    |
| 2013                                                       | Haikou Hainan International Exhibition Center              | Mark Allen                                                 | 10:4                                                       | Matthew Stevens                                            | Yearly Yuan-jiang Gujinggong Liquor                        | 2012/13                                                    |
| 2014                                                       | Haikou Hainan International Exhibition Center              | Shaun Murphy                                               | 10:6                                                       | Mark Selby                                                 | Gujinggong Liquor                                          | 2013/14                                                    |
| –                                                          |                                                            |                                                            |                                                            |                                                            |                                                            |                                                            |
| 2016                                                       | Yushan Yushan Number One Middle School                     | Allister Carter                                            | 10:8                                                       | Joe Perry                                                  | Hanteng Auto                                               | 2016/17                                                    |
| 2017                                                       | Yushan Yushan Number One Middle School                     | Ding Junhui                                                | 10:3                                                       | Kyren Wilson                                               | –                                                          | 2017/18                                                    |
| 2018                                                       | Yushan Yushan Number One Middle School                     | Mark Williams                                              | 10:9                                                       | David Gilbert                                              | HongRuiMa                                                  | 2018/19                                                    |
| 2019                                                       | Yushan Yushan Number One Middle School                     | Judd Trump                                                 | 10:5                                                       | Thepchaiya Un-Nooh                                         | Zhiyuan Environmental Protection Technology                | 2019/20                                                    |
| –                                                          |                                                            |                                                            |                                                            |                                                            |                                                            |                                                            |
| 2024                                                       | Yushan – Yushan Sport Centre                               | Judd Trump                                                 | 10:4                                                       | Ding Junhui                                                | Huading Nylon                                              | 2023/24                                                    |
| 2025                                                       | Yushan – Yushan Sport Centre                               | John Higgins                                               | 10:6                                                       | Joe O’Connor                                               | Weide Cup                                                  | 2024/25                                                    |